# Griekenland op het Eurovisiesongfestival 2006
Griekenland nam deel aan het Eurovisiesongfestival 2006, dat gehouden werd in de eigen hoofdstad Athene. Het was de 27ste deelname van het land op het Eurovisiesongfestival en de eerste keer dat de show in Griekenland werd georganiseerd. ERT was verantwoordelijk voor de Griekse bijdrage voor de editie van 2006.

## Selectieprocedure
De artiest die Griekenland op het Eurovisiesongfestival van 2006 zou vertegenwoordigen, werd intern aangeduid door omroep ERT. Men koos voor zangeres Anna Vissi, die al twee keer eerder aan het songfestival had deelgenomen: in 1980 voor Griekenland en in 1982 voor Cyprus. Haar lied werd in een nationale finale gekozen door een jury en televoting, die respectievelijk 40 en 60% van de stemmen in handen hadden. Deze show vond op 14 maart 2006 plaats in muziekzaal Votakinos in Athene en werd gepresenteerd door Giorgos Capountzides en Zeta Makripoulia. Vissi bracht vier potentiële inzendingen ten gehore, waarvan Everything de winnaar werd.

### Uitslag
| Volgorde | Lied                   | Componist                                   | Televoting (60%) | Jury (40%) | Totaal | Plaats |
| -------- | ---------------------- | ------------------------------------------- | ---------------- | ---------- | ------ | ------ |
| 1        | "Beautiful Night"      | Pegasos (Antonis & Dimitris Papavomvolakis) | 16.32%           | 9.39%      | 12.16% | 4de    |
| 2        | "Who Cares About Love" | Nikos Karvelas                              | 7.25%            | 24.43%     | 13.72% | 3de    |
| 3        | "Welcome To The Party" | Dimitris Kontopoulos (tekst: Dimitris S.)   | 27.69%           | 24.27%     | 26.32% | 2de    |
| 4        | "Everything"           | Nikos Karvelas (tekst: Anna Vissi)          | 55.66%           | 35.98%     | 47.9%  | 1ste   |

## In Athene
Omdat Griekenland het Eurovisiesongfestival 2005 gewonnen had, kreeg het automatisch de organisatie toegewezen van de editie van 2006. Het festival vond plaats in de O.A.C.A. Olympic Indoor Hall in de hoofdstad Athene en de presentatie lag in handen van Maria Menounos en Sakis Rouvas. Als gastland was Griekenland zelf rechtstreeks geplaatst voor de finale.
In de finale trad Anna Vissi als zestiende aan, na de inzending van het Verenigd Koninkrijk en voor die van Finland. Op het einde van de puntentelling hadden de Grieken 128 punten verzameld, wat goed was voor een negende plaats. Men ontving twee keer het maximum van de punten, afkomstig van Bulgarije en Cyprus. België en Nederland hadden respectievelijk 10 en 5 punten over voor de Griekse inzending.

### Gekregen punten

#### Finale
| 12 punten                             | 10 punten           | 8 punten                                | 7 punten                                | 6 punten                                                |
| ------------------------------------- | ------------------- | --------------------------------------- | --------------------------------------- | ------------------------------------------------------- |
| - Bulgarije - Cyprus                  | - België - Roemenië | - Albanië - Armenië - Duitsland - Malta | - Noord-Macedonië - Verenigd Koninkrijk | - Servië en Montenegro                                  |
| 5 punten                              | 4 punten            | 3 punten                                | 2 punten                                | 1 punt                                                  |
| - Frankrijk - Nederland - Zwitserland | - Zweden - Turkije  | - Litouwen                              | - Wit-Rusland                           | - Bosnië en Herzegovina - Finland - Moldavië - Slovenië |

### Punten gegeven door Griekenland

#### Halve Finale
Punten gegeven in de halve finale:
| 12 punten | Cyprus                |
| 10 punten | Armenië               |
| 8 punten  | Finland               |
| 7 punten  | Albanië               |
| 6 punten  | Bosnië en Herzegovina |
| 5 punten  | Rusland               |
| 4 punten  | Oekraïne              |
| 3 punten  | Bulgarije             |
| 2 punten  | Polen                 |
| 1 punt    | Litouwen              |

#### Finale
Punten gegeven in de finale:
| 12 punten | Finland               |
| 10 punten | Armenië               |
| 8 punten  | Rusland               |
| 7 punten  | Roemenië              |
| 6 punten  | Bosnië en Herzegovina |
| 5 punten  | Oekraïne              |
| 4 punten  | Litouwen              |
| 3 punten  | Turkije               |
| 2 punten  | Noorwegen             |
| 1 punt    | Moldavië              |

1974 · 1975 · 1976 · 1977 · 1978 · 1979 · 1980 · 1981 · 1982 · 1983 · 1984 · 1985 · 1986 · 1987 · 1988 · 1989 · 1990 · 1991 · 1992 · 1993 · 1994 · 1995 · 1996 · 1997 · 1998 · 1999-2000 · 2001 · 2002 · 2003 · 2004 · 2005 · 2006 · 2007 · 2008 · 2009 · 2010 · 2011 · 2012 · 2013 · 2014 · 2015 · 2016 · 2017 · 2018 · 2019 · 2020 · 2021 · 2022 · 2023 · 2024 · 2025